# Focke-Wulf Fw 261
O Focke-Wulf Fw 261 foi um projeto da Focke-Wulf para a concepção de um bombardeiro quadrimotor capaz de desempenhar missões de bombardeamento, reconhecimento marítimo e apoio a submarinos, papel semelhante ao do Focke-Wulf Fw 200. Parecido com o Arado E.340, era ainda assim um design completamente independente, partindo a partir do Focke-Wulf-Projekt 0310225. Teria quatro motores BMW 801. O projecto nunca sairia do papel.